# Intimidade com o Pai
Intimidade com o Pai é o sétimo álbum ao vivo do Koinonya, lançado em 2004 pela gravadora MK Music.
Com produção musical do ex-integrante Kleber Lucas, é o primeiro disco com Bené Gomes como único membro remanescente da formação original e também como vocalista em todas as faixas. Na época, o artista deixou a Comunidade Evangélica Sara Nossa Terra por motivos pessoais, afirmando que "o sistema se tornou inútil para mim, e eu tornei-me inútil ao sistema".
Foi o último disco do Koinonya lançado pela gravadora MK Music, cujo interesse pela renovação de contrato existia. No entanto, Bené Gomes decidiu seguir de forma independente.

## Faixas
1. "Dos Quatro Cantos da Terra"
2. "Voz Profética"
3. "Logo de Manhã"
4. "Meu Tesouro Maior"
5. "Reina o Senhor"
6. "Ministração"
7. "Na Casa do Meu Pai"
8. "Senhor, Preciso de Ti"
9. "Tributai ao Senhor"
10. "Eu não Tenho Palavras"
11. "Quero Ouvir Tua Voz"
12. "Santo"
13. "Somos Livres"